# تنوط
تَنَوُّط أو تُنَوِّط (الاسم العلمي: Ploceus)، جنس عصافير صغيرة القد، بحجم الدوري، من فصيلة التنوطيات. يضم 64 نوع.

## وصلات خارجية
- الحيوان البري في البلاد العربية من الموسوعة العربية العالمية